# Croton sellowii
Espèce
Croton sellowii est une espèce de plantes à fleurs du genre Croton et de la famille des Euphorbiaceae, présente au Brésil (Pernambouc, Bahia).
Il a pour synonymes :
- Croton hieronymoides, Müll.Arg., 1865
- Oxydectes sellowii, (Baill.) Kuntze